# Palpimanus aureus
Palpimanus aureus is een spinnensoort uit de familie Palpimanidae. De soort komt voor in Namibië.